# بنیاد کوئوا
بنیاد کوئوا (به ایتالیایی: Fondazione CUOA) یک دانشگاه در ایتالیا است که در التاویلا ویسنتینا واقع شده‌است.